# Reprezentacja Bahamów w rugby 7 mężczyzn
Reprezentacja Bahamów w rugby 7 mężczyzn – zespół rugby 7, biorący udział w imieniu Bahamów w meczach i sportowych imprezach międzynarodowych, powoływany przez selekcjonera, w którym mogą występować wyłącznie zawodnicy posiadający obywatelstwo tego kraju, mieszkający w nim, bądź kwalifikujący się ze względu na pochodzenie rodziców lub dziadków. Za jego funkcjonowanie odpowiedzialny jest Bahamas Rugby Football Union, członek Rugby Americas North i World Rugby.

## Turnieje

### Udział wRAN Sevens
| Rok       | Wynik | Źródło |
| --------- | ----- | ------ |
| 2004      | 7.    |        |
| 2005      | 5–6.  |        |
| 2006      | 8.    |        |
| 2007      | 8.    |        |
| 2008      | 7.    |        |
| 2009      | 3.    |        |
| 2010      | 4.    |        |
| 2011      | –     |        |
| 2012      | 8.    |        |
| 2013      | 8.    |        |
| 2014      | –     |        |
| 2015      | 7.    |        |
| 2016      | –     |        |
| 2017      | –     |        |
| 2018      | –     |        |
| 2019      | –     |        |
| 2021      | –     |        |
| 2022 (IV) | 12.   |        |
| 2022 (XI) | 8.    |        |

### Udział wigrzyskach Ameryki Środkowej i Karaibów
| Rok  | Wynik | Źródło |
| ---- | ----- | ------ |
| 2010 | 5.    |        |
| 2014 | –     |        |
| 2018 | –     |        |

### Udział wIgrzyskach Wspólnoty Narodów
| Rok  | Wynik |
| ---- | ----- |
| 1998 | 17.   |
| 2002 | –     |
| 2006 | –     |
| 2010 | –     |
| 2014 | –     |
| 2018 | –     |
| 2022 | –     |